# Phaps
Phaps Selby, 1835 è un genere di uccelli della sottofamiglia Raphinae (famiglia Columbidae), endemico dell'Australia.

## Tassonomia
Il genere comprende le seguenti specie:
- Phaps chalcoptera (Latham, 1790) - alabronzo comune
- Phaps elegans (Temminck, 1809) - alabronzo di macchia
- Phaps histrionica (Gould, 1841) - alabronzo arlecchino